# Корабна камбана
Корабна камбана е камбана на кораб (плавателен съд), която се използва за обозначаване на времето и за подаване на сигнали при лоша видимост.

## История
Първи, които започват да използват корабни камбани са англичаните през XV – XVI века. Постепенно използването на камбани преминава във всички европейски морски държави.
Камбаната се използва за показване на времето и за подаване на сигнали в случай на лоша видимост. Според морския обичай, камбаната се отлива заедно с името на кораба, на който камбаната се подразбира да се използва. Ако съда сменя своето име, на него остава старата камбана, със старото име. Тази традиция много пъти помага да се идентифицират потънали съдове. По извадената от водолазите корабна камбана може веднага да се разбере името на кораба и датата на неговото залагане.
Понастоящем използването на корабната камбана се регулира от правила ([Част D], ((ru))). Съгласно тях камбана трябва да има всеки един плавателен съд с дължина над 12 метра за подаване на сигнали в условията на ограничена видимост, престой на котва или при засядане на плитчина.

## Ред на сигнала
Английският устав за корабна служба предписва да се обозначава изминалото време при носене на вахтата. Денонощието е разбито на 6 смени по 4 часа всяка. Началото на всяка смяна (в 00:00, 04:00, 08:00, 12:00, 16:00 и 20:00) се обозначава с осем удара на корабната камбана (4 сдвоени удара). Първия половин час на смяната се отбива с един удар, а първия час с двоен удар. Всеки последващ половин час и час се добавя по един и двоен удар, съответно. Около този корабен часовник е построен цялото ежедневие на кораба. Подобно разписание е съхранено във флотите на много държави, например, във ВМС на САЩ.

## В руския флот
Името на корабната камбана в руския флот е Ринда (на руски: Ры́нда). Това е наложило се в руския език название на корабната камбана. Като терминът „съдова (корабна) камбана“ се явява по-точен, а рында, строго казано, – е звънът на корабната камбана по пладне – по 3 удара подред. Риндата се бие на всеки половин час за показване на времето (бият склянкиза половин час – половин склянки, час – склянка), също така за оповестяване на пожарна тревога и за подаване на сигнали при мъгла. 8 удара по риндата (4 склянки) се обозначава пладне. Обичайно риндата се поставя на всички съвременни кораби и съдове. В Русия корабната камбана на корабите се появява в началото на XVIII век заедно с реформите на Петър I, който прехвърля английския устав за морската служба в руския флот в „Морския устав“ от 1720 г.. Командите, според устава, се отдават на английски език, и командата на английски: Ring a bell! („бий камбаната!“) е трансформирана от моряците в по-разбираемото за тях „рынду бей!“. За това често съдовата камбана, погрешно, се нарича „рында“. Следва да се отбележи, че „рында“ в допетровските времена са наричани оръженосците-телохранители, понятие, което е известно на руските моряци.
Лингвистите и до днес не достигат до единно мнение за произхода на думата „рында“, но то е известно от средневековните времена. В тези времена е съществувал забравеният днес глагол „рындать“, т.е. тръскам. Напълно логично е, че това, което се тръска, да има названието „рында“.
В Русия и ОНД профилът на камбаната се проектира според държавния стандарт „ГОСТу 8117 – 74“.
В съвременните руски ВМС, за надводните кораби от първи и втори ранг, биенето на склянките се регулира от Корабния устав на ВМФ на РФ:
- 08:00 — бият се 8 склянки (4 сдвоени удара по корабната камбана)
- 08:30 — бият 1 склянка (1 удар)
- 09:00 — бият 2 склянки (1 сдвоен удар)
- 09:30 — бият 3 склянки (1 сдвоен удар и 1 удар) и нататък до 12:00
- 12:00 — бият „риндата“ (3 трикратни удара по корабната камбана)
- от следващия половин час, т.е. от 12:30 започва ново броене на склянките до 16:00, от 16:00 до 20:00 и от 20:00 до 23:00, т.е. до отбоя
- В 23:00 се бият 6 склянки

Командирите на корабите, със своя заповед, определят, кой от състава на дежурната и вахтената служби ще бие склянките. В редица случаи камбаната може да се използва за подаване на сигнал за аварийна тревога.

## Обичаи
Роденото на кораба дете се кръщава в корабната камбана, при това името на детето може да се изгравира на самата камбана.
Починалият на кораба моряк се почита с осем удара на корабната камбана, които означават „край на вахтата“. В английския език словосъчетанието на английски: Eight Bells („8 удара на камбаната“) се явява фразеологизъм на думата „некролог“
В старите времена с 16 удара на корабната камбана се обявява за настъпването на Нова година. Точно в полунощ на 31 декември, най-старшият по ранг моряк, намиращ се на кораба, звъни с камбаната 8 пъти. След него най-младшият матрос звъни още 8 пъти.